# ريتشارد وينر (كاتب)
ريتشارد وينر (بالإنجليزية: Richard Weiner)‏ (6 نوفمبر 1884، بيسك في التشيك - 3 يناير 1937، براغ في التشيك)؛ كيميائي، شاعر، كاتب، صحفي وروائي .